# فهرست مجلات مردان

جلد مجله خرس با تصویر یک مدل با نام هنری "برنت کیج"

این فهرستی از مجلاتی است که اساساً برای مردان منتشر می‌شوند. فهرست بر اساس نوع مخاطبان مجلات طبقه‌بندی شده است و شامل مجله‌های پورنوگرافی نیز می‌شود.

## مخاطبان عمومی مرد
این مجلات برای گسترهٔ عظیمی از مردان جذابیت دارند. بعضی از آنها به مدل لباس و آرایش، و برخی دیگر به سلامتی مردان اختصاص دارند. بعضی از این مجلات نیز برای گروه سنی خاصی هستند. در آمریکا برخی مجلات برای نژادهای خاص مثل آفریقایی، آمریکایی‌ها یا اسپانیایی‌ها اختصاص دارند.
- عربستان سعودی الرجل
- سنگاپور مجله مردان محترم
- بریتانیا مرد جوان (دیگر چاپ نمی‌شود)
- ایالات متحده آمریکا مجله سبک کلاسیک (دیگر چاپ نمی‌شود)
- ایالات متحده آمریکا مختلط
- ایالات متحده آمریکا جزئیات
- فرانسه اِل (بین‌المللی)
- برای مردان اشرافی:
  -  ایالات متحده آمریکا اشرافی
  -  بریتانیا اشرافی
- ایتالیا برای مردان
- ایالات متحده آمریکا GCaribbean
- ایالات متحده آمریکا غول پیکر
- فصلنامه برای مردان جنتلمن:
  -  استرالیا جی کیو استرالیا
  -  هند جی کیو
  -  تایلند جی کیو تایلند
  -  ایالات متحده آمریکا جی کیو
- ایالات متحده آمریکا Indy Men's Magazine (دیگر چاپ نمی‌شود)
- بریتانیا Lusso Magazine (بین‌المللی)
- بریتانیا مجله توانمند
- هند دنیای مردان
- ایالات متحده آمریکا شایسته مردان
- سلامت مردان:
  -  استرالیا سلامت مردان
  -  بریتانیا سلامت مردان
  -  ایالات متحده آمریکا سلامت مردان
- ایالات متحده آمریکا نشریه مردان
- ایالات متحده آمریکا مد مردان (دیگر چاپ نمی‌شود)
- ایالات متحده آمریکا مرد جدید (مجله شیوه زندگی مسیحی)
- بریتانیا خایه ها (دیگر چاپ نمی‌شود)
- ایالات متحده آمریکا عضله و بدنسازی
- بریتانیا جوانک
- ایالات متحده آمریکا درست (دیگر چاپ نمی‌شود)
- ژاپن Weekly Asahi Geinō
- نروژ Vi Menn

- ایالات متحده آمریکا پلی‌بوی

## مجلات مردان بر اساس نژاد

### مجلات مردان آفریقایی،آمریکایی
- پشتکار سیاه
- پادشاه (ایالات متحده آمریکا)
- بی مو (ایالات متحده آمریکا)

### مجلات مردان آمریکایی با نژاد لاتین
- مرد
- چشمانت را باز کن

## مجلات برای مخاطبان همجنسگرای مرد
رجوع شود به: فهرست مجلات دگرباشان جنسی
- سوئیس نمایش
- سوئیس تیم ملی فوتبال آلمان
- ایالات متحده آمریکا هوادار
- بریتانیا گرایش
- بریتانیا اِی ایکس ام
- ژاپن بادی
- ایالات متحده آمریکا مجله خرس
- هلند مفعول
- استرالیا آبی
- استرالیا دی اِن اِی
- بریتانیا خم شدن
- کانادا fab
- هند تفریح
- برزیل مجله جی
- ژاپن مردان همجنسگرا
- بریتانیا گی تایمز
- ایالات متحده آمریکا نوع
- ایالات متحده آمریکا غریزه
- آلمان Männer
- آلمان Siegessäule
- ایالات متحده آمریکا مجله بعدی
- ایالات متحده آمریکا بیرون
- کانادا نگرش ها
- فرانسه Têtu
- سوئد کیو ایکس
- ایالات متحده آمریکا ایکس وای
- ایالات متحده آمریکا جرثقیل سفید
- ایالات متحده آمریکا مجله
- ایالات متحده آمریکا زئوس